# خوانا کامیلیون
خوانا کامیلیون (اسپانیایی: Juana Camilión‎؛ زادهٔ ۲۲ مارس ۱۹۹۹) بازیکن زن بسکتبال ۳ نفره اهل اسپانیا است.
وی در مسابقات کشوری و بین‌المللی در مجموع برندهٔ ۱ مدال نقره شده است.